# M0Shilahalli, Chintamani
M0Shilahalli là một làng thuộc tehsil Chintamani, huyện Chikkaballapur, bang Karnataka, Ấn Độ.